# Khink'ali
I khink'ali (in georgiano ხინკალი? , in plurale ხინკლები), sono un piatto tipico della Georgia, costituito da un involtino di pasta ripiena di diversi tipi di carne trita e spezie, sovente condito con pepe nero sulla superficie. È tra i più  tipici piatti della cucina georgiana. Alcune varianti della ricetta sono presenti in altri paesi del Caucaso.
I khink'ali vanno mangiati rigorosamente con le mani, perché utilizzando forchetta e coltello si perde il succo interno che è l'ingrediente più buono e caratteristico del piatto. Per mangiare un khink'ali quindi lo si prende con le mani, si dà un primo morso e dal buco originatosi nell'involtino si beve il succo interno; successivamente si mangia il resto dell'involtino con altri morsi.
I khink'ali, come tutta la cucina georgiana, sono molto diffusi e famosi anche nei paesi dell'ex Unione Sovietica (come Russia e Ucraina), a causa dei numerosi ristoranti aperti da immigrati georgiani.